# 朱雀山
朱雀山是吉林市四大名山之一，位于中国吉林省丰满区，距离市区10公里。

## 地理位置
朱雀山国家森林公园东为龙潭山，南为松花湖，西边是松花江，北边则是吉林市，公园内包括寻梦峰，朱雀湖，菩提寺，古化石博物馆和明代造船遗址摩崖石刻等自然与人文景区。总面积5662公顷，最高峰海拔871米，森林覆盖率达97%。

## 景观
主要景观包括“群蛙噪春”、“恋人石”、“手动石”、“魔猪石”、“愁鹰石”、“雄狮吼天”、“天书石”、“一指禅”、“仙酿池”等。

## 外部連結
- 吉林省朱雀山国家森林公园 （页面存档备份，存于）